# Radula mexicana
Radula mexicana là một loài rêu trong họ Radulaceae. Loài này được Lindenb. & Gottsche ex Gottsche mô tả khoa học đầu tiên năm 1863.